# 제22SS의용기병사단
제22SS의용기병사단(22. SS-Freiwilligen-Kavallerie-Division)는 나치 독일의 무장친위대 사단 중 하나이다. 제2차 세계 대전 당시 동부전선에서 싸웠다. 주로 헝가리 민족독일인 징집병들 중 독일과 헝가리의 합의에 따라 무장친위대로 배속된 병력들로 이루어졌다. 흔히 "마리아 테레지아(„Maria Theresia“)"라는 별명으로 유명하지만 이 별명이 사용된 공문서는 단 하나도 찾을 수 없다.

## 같이 보기
- 무장친위대의 부대 목록
- 무장친위대 계급 및 표장